# Horst Michel
Horst Alfred Otto Michel (* 25. September 1904 in Zicher; † 21. April 1989 in Weimar) war ein deutscher Formgestalter, der die Produktgestaltung in der DDR bis zum Anfang der 1960er Jahre maßgeblich beeinflusst hat. Zwischen 1946 und 1970 war er Professor für industrielle Formgebung und Innengestaltung an der späteren Hochschule für Architektur und Bauwesen Weimar.

## Leben
Nach einer Lehre zum Musterzeichner studierte Michel von 1926 bis 1929 „Dekorative Malerei“ an der Staatlichen Hochschule für bildende Künste in Berlin, an der er von 1933 bis 1943 als Dozent für Textil-Entwurf und Weben lehrte. Von 1929 bis 1933 arbeitete er im Atelier von Bruno Paul in Berlin. In den letzten Kriegsjahren wurde er als künstlerischer Mitarbeiter des Auswärtigen Amtes bei der Einrichtung von Ausweichquartieren eingesetzt.
Von 1946 bis 1970 lehrte Michel als Professor für industrielle Formgebung und ab 1954 auch für Innengestaltung an der späteren Hochschule für Architektur und Bauwesen Weimar (heute: Bauhaus-Universität Weimar). Das von ihm gegründete Institut für Innengestaltung an der Weimarer Hochschule zeichnete durch den Ministerratsbeschluss von 1954 für die gestalterische Betreuung einzelner Gebrauchsgüterindustrien verantwortlich, die in den Betrieben vor Ort von den Mitarbeitern des Instituts übernommen wurde: Wolfgang Dyroff (Möbel und Baubeschläge), Rudolf Großmann, Hellfried Lack, Sigrid Kölbel (Teppiche und Dekostoffe), Heinz Melzer (Kachelofen, Heiz- und Kochgeräte). In der Ausstellung „neues leben – neues wohnen“ (1962) in Berlin-Fennpfuhl demonstrierte das Weimarer Institut die Möglichkeiten modernen Wohnens in der DDR mit der kompletten Einrichtung einer Dreiraum-Wohnung (Möbel, Textilien, Farbgestaltung).
Michel stiftete den Preis für hervorragende gestalterische Leistungen an der Hochschule für Architektur und Bauwesen Weimar. Der Preis wurde als staatliche Stiftung der DDR für den Ankauf des Lebenswerks Michels getragen. Erster Preisträger war 1984 Jochen Burhenne (* 1952).

## Wirken

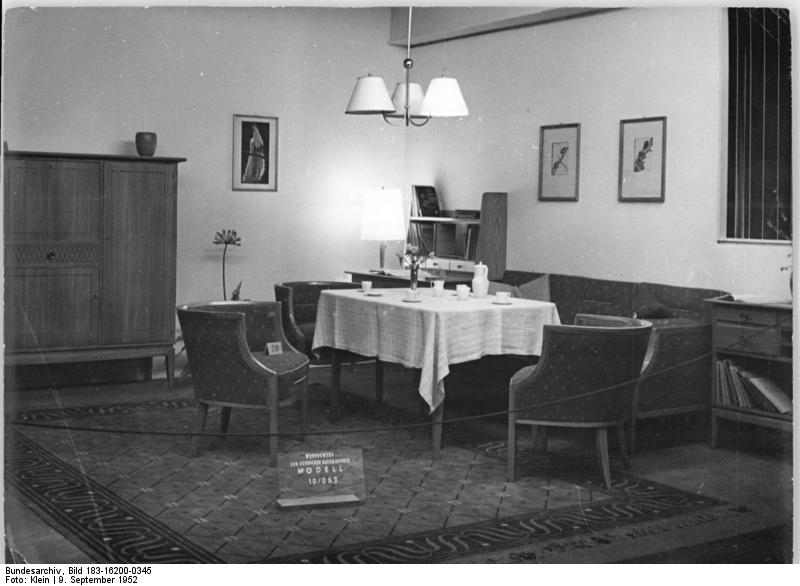
Musterwohnzimmer auf der Leipziger Messe (1952)

Michel blieb zeitlebens den Gestaltungsmaximen des Deutschen Werkbundes verpflichtet, die er trotz der schwierigen Versorgungslage und der ideologischen Formalismus-Debatte in der DDR gestalterisch im Sinne der Guten Form zu realisieren versuchte. Seine Initiativen gegen den Kitsch waren ebenso legendär wie seine Merksprüche (“Wenn nur noch Gutes produziert wird, kann nichts Schlechtes mehr verkauft werden”). 1957 präsentierte sich das Weimarer Institut mit einer großen Ausstellung im Institut für Neue Technische Form auf der Mathildenhöhe in Darmstadt und sorgte damit für eine der äußerst seltenen deutsch-deutschen Designbegegnungen. Michel war von 1958 bis 1978 von der Vierten Deutsche Kunstausstellung bis zur VIII. Kunstausstellung der DDR in Dresden vertreten. Als Vorsitzender der Sektion Formgestaltung im Verband Bildender Künstler der DDR kuratierte er 1962 die Abteilung Angewandte Kunst der V. Deutschen Kunstausstellung. Auswahl und Präsentation wurden durch Walter Ulbricht kritisiert, der Ausstellungskurator diskreditiert. In der Folge verlagerte sich das designpolitische Zentrum der DDR vollständig nach Berlin in das Zentralinstitut für Formgestaltung, das spätere Amt für industrielle Formgestaltung.

## Ehrungen (Auswahl)

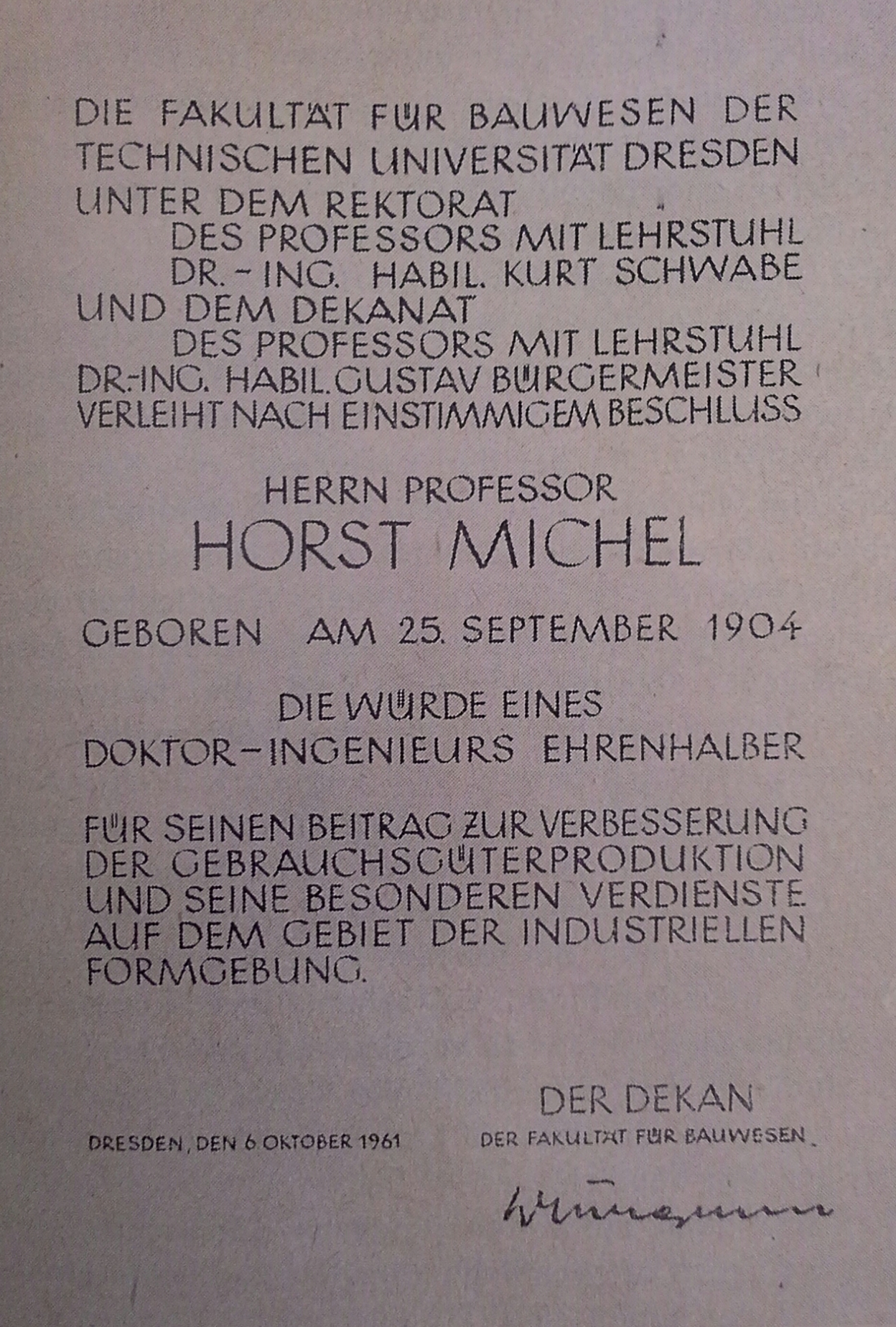
Ehrenpromotion (1961)

- 1957: Goldmedaille der Triennale di Milano
- 1960: Kunstpreis der DDR
- 1961: Goldmedaille des Ministeriums für Kultur für hervorragende Formgebung
- 1961: Ehrendoktortitel der Technischen Universität Dresden[2]
- 1979: Designpreis der DDR
- 1981: Nationalpreis der DDR III. Klasse
- 1982: Hans-Grundig-Medaille

## Schriften

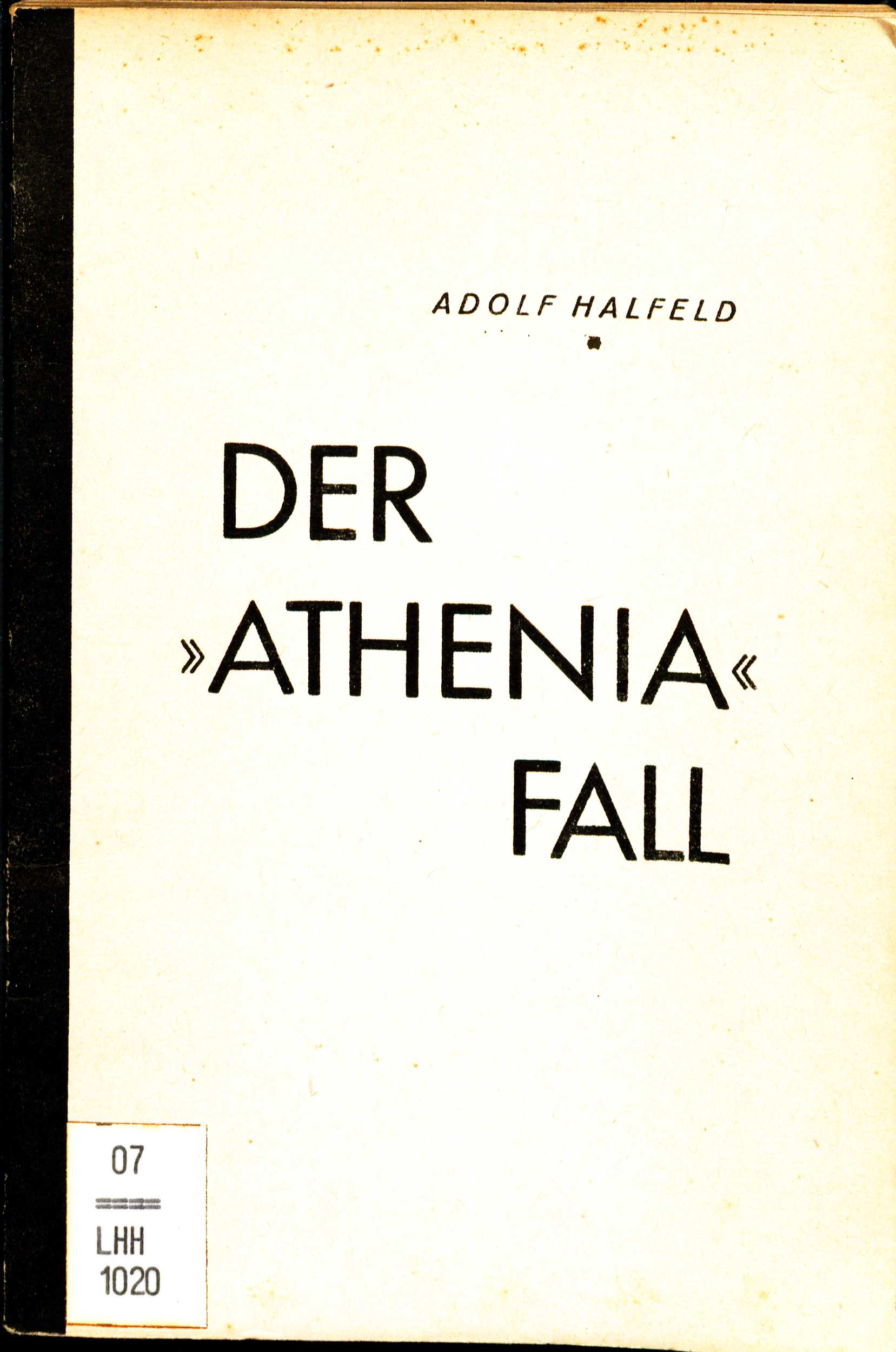
Von Michel entworfener Umschlag einer NS-Propagandaschrift (1939)

- Wenn nur Gutes produziert wird, kann nichts Schlechtes mehr verkauft werden. Weimar, 1955 Digitalisierte Ausgabe
- „Tradition“ oder „Neuheit“ Weimar, 1956 (Gelbes Heft 2) Digitalisierte Ausgabe
- Was muss zur Qualitätsverbesserung unserer Gebrauchsgüter getan werden?. Weimar 1956 (Gelbes Heft 1) Digitalisierte Ausgabe
- Warum ist das Angemessene modern? Weimar [1957] (Gelbes Heft 3) Digitalisierte Ausgabe
- Bericht über die Ausstellung des Instituts für Innengestaltung an der Hochschule für Architektur und Bauwesen Weimar in Darmstadt, [Institut für Neue Technische Form] vom 6. bis 28. April 1957. Weimar, 1957 Digitalisierte Ausgabe
- Was kann zur Verbesserung und Produktionssteigerung unserer Gebrauchsgüter noch getan werden? Weimar 1958 Digitalisierte Ausgabe
- Über den Wert der Dinge um uns Weimar 1960 (Gelbes Heft 4) Digitalisierte Ausgabe
- 10 Jahre Institut für Innengestaltung der Hochschule für Architektur und Bauwesen Weimar. Weimar, 1961 Digitalisierte Ausgabe
- Industrieformgestaltung Weimar 1962 (Gelbes Heft 5) Digitalisierte Ausgabe